# Bopfingen
Bopfingen é uma cidade da Alemanha, no distrito dos Alpes Orientais, na região administrativa de Estugarda, estado de Baden-Württemberg.